# Crystal Springs (Misisipi)
Crystal Springs es una ciudad del Condado de Copiah, Misisipi, Estados Unidos. Según el censo de 2000 tenía una población de 5.873 habitantes.

## Demografía
Según el censo de 2000, había 5.873 personas, 2.118 hogares y 1.503 familias residiendo en la localidad. La densidad de población era de 421,5 hab./km². Había 2.326 viviendas con una densidad media de 166,9 viviendas/km². El 42,99% de los habitantes eran blancos, el 55,76% afroamericanos, el 0,09% amerindios, el 0,15% asiáticos, el 0,00% isleños del Pacífico, el 0,61% de otras razas y el 0,39% pertenecía a dos o más razas. El 1,23% de la población eran hispanos o latinos de cualquier raza.
Según el censo, de los 2.118 hogares en el 32,5% había menores de 18 años, el 41,6% pertenecía a parejas casadas, el 25,0% tenía a una mujer como cabeza de familia, y el 29,0% no eran familias. El 26,3% de los hogares estaba compuesto por un único individuo, y el 12,8% pertenecía a alguien mayor de 65 años viviendo solo. El tamaño promedio de los hogares era de 2,66 personas, y el de las familias de 3,22.
La población estaba distribuida en un 28,1% de habitantes menores de 18 años, un 12,0% entre 18 y 24 años, un 26,3% de 25 a 44, un 19,7% de 45 a 64, y un 13,9% de 65 años o mayores. La media de edad era 32 años. Por cada 100 mujeres había 86,1 hombres. Por cada 100 mujeres de 18 años o más, había 81,0 hombres.
Los ingresos medios por hogar en la localidad eran de 23.846 dólares ($), y los ingresos medios por familia eran 29.313 $. Los hombres tenían unos ingresos medios de 29.086 $ frente a los 18.969 $ para las mujeres. La renta per cápita para la ciudad era de 12.111 $. El 31,2% de la población y el 26,5% de las familias estaban por debajo del umbral de pobreza. El 45,2% de los menores de 18 años y el 16,6% de los habitantes de 65 años o más vivían por debajo del umbral de pobreza.

## Geografía
Según la Oficina del Censo de los Estados Unidos, Crystal Springs tiene un área total de 14,1 km² de los cuales 13,9 km² corresponden a tierra firme y 0,1 km² a agua. El porcentaje total de superficie con agua es 0,92%.